# مایکل لولین دیویس
مایکل لولین دیویس (انگلیسی: Michael Llewelyn Davies؛ زادۀ ۱۶ ژوئن ۱۹۰۰ - درگذشتۀ ۱۹ مه ۱۹۲۱) به‌همراه چهار برادرش الهام‌بخش شخصیت‌های جی. ام. بری، پیتر پن، برادران رالینگ و پسران گمشده بودند. در اواخر عمر، تنها برادرش نیکو او را به‌عنوان «باهوش‌ترین، اصیل‌ترین، نابغۀ بالقوه» توصیف کرد. او در شرایط مبهم، غرق شدن با یک دوست - و معشوق احتمالی، درست کمتر از تولد ۲۱ سالگی‌اش درگذشت. او پسر عموی نویسندۀ انگلیسی دافنه دوموریه بود.